# W Brassens
(da Tromboni della pubblicità)
W Brassens! è un album di Nanni Svampa del 1983 registrato dal vivo nel quale il cantautore milanese interpreta (adattati in dialetto milanese) alcuni dei più famosi brani del cantautore e poeta francese Georges Brassens, molto amato da Svampa.

## Il disco

Nanni Svampa (a sinistra) con Georges Brassens

W Brassens! si compone di diciassette brani in dialetto milanese, adadttati dagli originali in lingua francese scritti da Georges Brassens; per il cantautore di Sète, morto nel 1981, Svampa ha avuto una profonda ammirazione fin dagli anni sessanta (Nanni Svampa canta Brassens, edito da Durium, è del 1964).
I suoi adattamenti, molto riusciti, colpiscono per la profonda ricontestualizzazione delle vicence, generalmente nella città di Milano; per citare un esempio - del resto ricordato dallo stesso Svampa in uno degli intermezzi parlati dell'album - il marché de Brive-la-Gaillarde del brano Hécatombe diviene il mercato di Porta Romana. Allo stesso modo, Margot diviene una dolce ragazza dell'Ortica, quartiere della città meneghina presso Lambrate.

## Tracce
Tra parentesi sono riportati i titoli originali delle canzoni di Brassens .
1. "Sala buia - Tromboni della Pubblicità" (Les trompettes de la renommée) – 6:51
2. "La prima tosa" (La première fille) – 3:18
3. "Purghi i me peccaa" (Je me suis fait tout petit) – 4:28
4. "L'erba matta" (La mauvaise herbe) – 3:03
5. "Al mercaa de porta Romana" (Hécatombe) – 3:36
6. "La Rita de l'Ortiga" (Brave Margot) – 4:05
7. "I assassitt" (L'assassinat) – 4:46
8. "El bamborin de la miée" (Le nombril des femmes d'agents) – 3:12
9. "El temporal" (L'orage) – 3:47
10. "El rochetee" (Le mauvais sujet repenti) – 3:03
11. "La donna de 150 franch" (La fille à cent sous) – 3:04
12. "I mè moros d'on temp" (Les amours d'antan) – 4:08
13. "La Cesira" (Fernande) – 6:49
14. "El testament" (Le testament) – 4:37
15. "La vocazion" (Le mécréant) – 4:22
16. "Canzon per el rotamatt" (Chanson pour l'auvergnat) – 3:58
17. "Sala buia" – 0:51
18. "El gorilla" (Le gorille) – 5:00

## Brassens nella musica italiana
Il cantautore milanese Nanni Svampa non è l'unico artista che si è cimentato con la traduzione delle canzoni di Brassens: ad esempio, il brano Le gorille vanta almeno quattro diverse versioni in italiano o in dialetto, tra cui quella - notevole - di Fabrizio De André (Il gorilla; le altre sono di Giorgio Ferigo e di Giacomo Carioti). Molto attivo in tal senso è anche l'attore cuneese Beppe Chierici.